# Isomyia complantenna
Isomyia complantenna är en tvåvingeart som beskrevs av Liang 1991. Isomyia complantenna ingår i släktet Isomyia och familjen Rhiniidae. Inga underarter finns listade i Catalogue of Life.